# 尖锐单极虫
尖锐单极虫（学名：Thelohanellus acuminatus）为单极科单极虫属的动物。分布于俄罗斯以及四川、黑龙江流域等，营寄生生活，寄生在鲩的胆囊以及镜鲤、泥鳅的鳃。